# Fazi
Fazi, właściwie Krzysztof Milerski (ur. 23 grudnia 1974 w Warszawie) – polski raper i wokalista oraz członek zespołów Nagły Atak Spawacza oraz Cycki i Krew. Od 2024 dołączył jako wokalista do thrash metalowego zespołu Tassack.. Dawniej występował w zespołach Pejcz & Blant, TBS, Samsara, oraz w deathmetalowym zespole Cruciatus jako perkusista.

## Dyskografia
Albumy solowe
| Tytuł                                    | Dane dot. albumu                                   |
| ---------------------------------------- | -------------------------------------------------- |
| TBS - Powrót żywych trupów               | - Data: grudzień 1998 - Wydawca: Camey Studio      |
| Opowieści dziwnej treści                 | - Data: listopad 1999 - Wydawca: R.R.X.            |
| N.A.S. - Rap masakra (Freestyle Forever) | - Data: 6 listopada 2002 - Wydawca: Camey Studio   |
| Mosz tu płytę tej                        | - Data: 2011 - Wydawca: brak (nielegal)            |
| Książka                                  | - Data: 14 lipca 2012 - Wydawca: brak (nielegal)   |
| Dres                                     | - Data: 9 listopada 2013 - Wydawca: R.R.X.         |
| Czoper... Prujooo Sieee...               | - Data: 28 czerwca 2014 - Wydawca: R.R.X.          |
| Kokainowy blues                          | - Data: 12 listopada 2014 - Wydawca: R.R.X.        |
| Cienka Biała Linia Wanted                | - Data: 14 września 2015 - Wydawca: R.R.X.         |
| Odyseusz na linii ognia                  | - Data: 11 marca 2016 - Wydawca R.R.X.             |
| Tabula Rasa                              | - Data: 1 września 2016 - Wydawca: Platinumrecords |
| 1997                                     | - Data: 15 czerwca 2018 - Wydawca: brak (nielegal) |
| Recepta                                  | - Data: 1 maja 2020 - Wydawca: 3Y Gun Label        |
| Popiół i diament                         | - Data: 20 września 2023 - Wydawca: SOCV Music     |
| Suma wszystkich czopek                   | - Data: 21 czerwca 2024 - Wydawca: SOCV Music      |

Inne
| Album                                                       | Rok  | Uwagi                                                       | Źródło |
| ----------------------------------------------------------- | ---- | ----------------------------------------------------------- | ------ |
| S.E. Sekator - Narkopolo rap                                | 1996 | gościnnie rap w utworze "Brazil"                            | [ 17 ] |
| Mad Rappaz - Gangsta                                        | 1996 | gościnnie rap w utworze "Fałszywe ideały"                   | [ 18 ] |
| PEHH - Tylko w tekstach                                     | 2007 | gościnnie rap w utworze "Osiedlówa"                         | [ 19 ] |
| RY23/Galon - Czerwonacka masakra wódką żołądkową            | 2008 | gościnnie rap w utworze "Tutaj"                             | [ 20 ] |
| TBS - TBS - The Best of patologia                           | 2008 | członek zespołu                                             | [ 21 ] |
| Pejcz & Blant - Demo garaż kurwa                            | 2008 | członek zespołu                                             | [ 22 ] |
| Kaczmi - I tyle                                             | 2009 | gościnnie rap w utworach "Kołysanka" i "Na wspólnej"        | [ 23 ] |
| Cycki i Krew - Uliczny Rock'n'Roll                          | 2010 | członek zespołu                                             | [ 24 ] |
| Liko & Gronas - Po dwóch stronach rzeki                     | 2011 | gościnnie rap w utworach "Schizofrenia" i "Luta miasta"     | [ 25 ] |
| Małpa N.A.S. - Polskie zoo                                  | 2012 | gościnnie rap w utworach "Płoną majki" i "Zakazana wolność" | [ 26 ] |
| DJ Druga Strefa - Na ulicach miasta 2                       | 2013 | gościnnie rap w utworze "Victoria"                          | [ 27 ] |
| Il Vento Dei Morti - Il Vento Dei Morti                     | 2014 | członek zespołu                                             | [ 28 ] |
| Małpa N.A.S. - Przylądek Strachu                            | 2014 | gościnnie rap w utworze "Jesteśmy tam gdzie zawsze"         | [ 29 ] |
| Bonus BGC x Bodychrist - Wyższy Stan Łazarskiej Świadomości | 2017 | gościnnie rap w utworze "Spełniamy sen"                     | [ 30 ] |
| Fazi & Cypis - Grand Master Sowa                            | 2020 | członek zespołu                                             |        |
| Fazi & Cypis - Zagmatwane Historie I Spiskowe Teorie        | 2020 | członek zespołu                                             |        |

## Teledyski
| Tytuł                                       | Rok  | Reżyseria/Realizacja | Album               | Źródło |
| ------------------------------------------- | ---- | -------------------- | ------------------- | ------ |
| Cycki i Krew - "Pif Paf"                    | 2010 | Rybafilm             | Uliczny Rock'n'Roll | [ 31 ] |
| Cycki i Krew - "Oszukujesz życie"           | 2011 | Rybafilm             | 360 Studios         | [ 32 ] |
| Pejcz i Blant - "Nie mów nic"               | 2012 | PakolVideos          | —                   | [ 33 ] |
| Fazi - "Mrok"                               | 2012 | Maciej Lipiński      | Dres                | [ 34 ] |
| Fazi - "Stan zagrożenia" (gościnnie: Kozer) | 2013 | M.L. FILMZ           | Dres                | [ 35 ] |
| Tassack - "Warkot"                          | 2025 |                      | [ 36 ]              |        |

## Filmografia
| Tytuł          | Rok  | Uwagi                                    | Źródło |
| -------------- | ---- | ---------------------------------------- | ------ |
| "Poniedziałek" | 1998 | film fabularny, reżyseria: Witold Adamek | [ 37 ] |